# Euphyia zalmoxis
Euphyia zalmoxis là một loài bướm đêm trong họ Geometridae.